# Jean-Yves Zahoui
Jean-Yves Zahoui, né le 8 mars 1988 à Paris, est un joueur français de basket-ball. Il évolue au poste de meneur.